# Richard Charest
Richard Charest (né au Québec le 14 octobre 1970 ) est un chanteur québécois, naturalisé français.

## Biographie
Originaire de Québec (Canada), il se découvre très tôt un fort penchant pour la musique, de la chanson française au hard rock. 
En parallèle de ses toutes premières compositions, il rejoint, à 16 ans, la troupe de chant et danse Crescendo. Il goûte ainsi à ses premières tournées de spectacles en Europe, ses premiers grands plateaux télévisés français (Champs Élysée, Sacrée Soirée) et enregistre un single et un clip dans la foulée. En 1991, il intègre le trio Konexion (single, clip, album et plusieurs dizaines de spectacles au Québec). 
Il réalise un rêve en 1997 à la sortie de son premier album solo Blues Occidental (BMG-QUÉBEC). 
De 1999 à 2006, il sillonne les continents avec Notre-Dame de Paris, succédant à Patrick Fiori et Bruno Pelletier (540 représentations). Fait rare, il est de la distribution de deux albums du spectacle (Live au Théâtre Mogador et Live in Seoul, Korea) en personnifiant deux rôles différents. En 2004, Richard conçoit, coréalise et écrit plusieurs titres pour l‘album Le Cœur des Femmes au profit de l’Association Laurette Fugain. 
En 2007, il se produit sur la scène de différents théâtres lors de lectures du spectacle Rimbaud Musical dont il est compositeur et coauteur avec Arnaud Kerane dont il a fait connaissance aux rencontres d'Astaffort en 1999. Il y interprète le rôle de Paul Verlaine.
Il enchaîne à Paris, en 2008, avec le spectacle Rabbi Jacob, mis en scène par Patrick Timsit. 
En 2009, Richard signe sa première création théâtrale (écriture et mise en scène), Dix-sept fois Maximilien (à Paris et Avignon).

En juin 2010, il campe le rôle du Maître de Piste – autrefois incarné par Michel Fugain – lors de la reprise triomphale du Big Bazar aux FrancoFolies de Montréal. Il sera de la distribution du spectacle-événement Il était une fois Joe Dassin à la rentrée 2010 au Grand Rex (Paris) dont la mise en scène est signée Christophe Barratier.

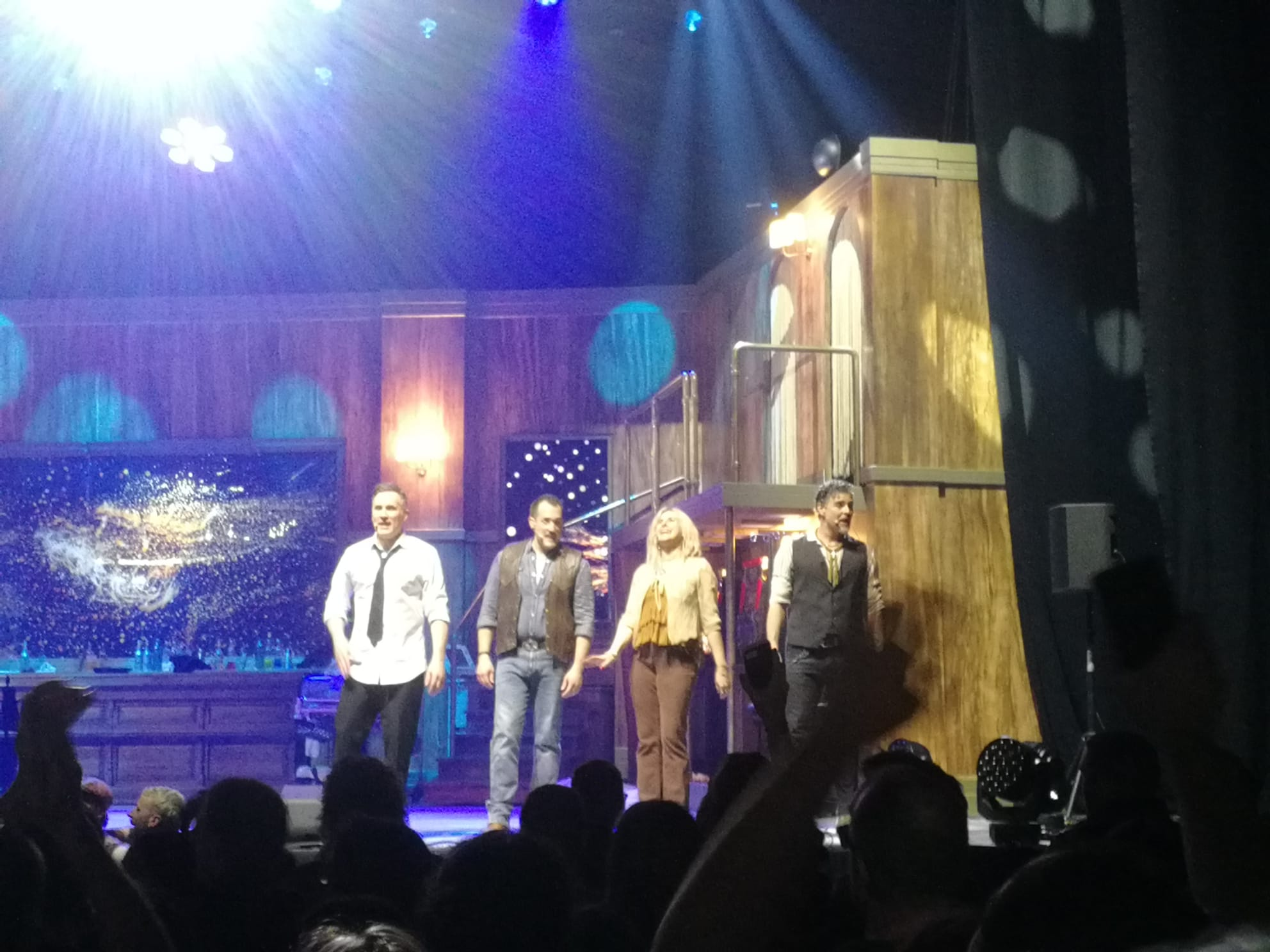
Richard Charest (à gauche) sur la scène de Pub Royal au Zénith de Nantes en avril 2025 en compagnie de (de gauche à droite) Yvan Pedneault, Émilie Josset et Martin Giroux.

Le 31 mai 2016, le nouveau casting de Notre-Dame de Paris (reprise de la célèbre comédie musicale) est dévoilé : Richard Charest y joue le rôle du poète Gringoire à partir du 23 novembre 2016 au Palais des Congrès de Paris, puis en tournée dans toute la France à partir de Février 2017.
En 2023, il rejoint le casting de Pub Royal, comédie musicale des Cowboys Fringants.

### Vie privée
Il a été marié à Marie Fugain dont il a deux enfants.